# Aegirocassis
Aegirocassis – rodzaj bezkręgowca z rodziny Hurdiidae, żyjący w ordowiku. Był największym znanym rodzajem z rzędu Radiodonta.

## Budowa
Aegirocassis jest największym znanym rodzajem z rzędu Radiodonta – osiągał 2 m długości. 
Ciało zwierząt z tej rodziny składało się z 2 tagm – głowy oraz podzielonego na segmenty tułowia. Z segmentów tułowia wyrastały po 2 pary płatowatych płetw – większe boczne i niewielkie grzbietowe. Głowę pokrywał pancerz składający się z 3 elementów - jednego elementu środkowego, którego długość była przynajmniej taka, jak długość tułowia, oraz 2 elementów bocznych. U skamieniałości Aegirocassis nie zachowały się oczy i stożek gębowy. 
Odnóża były podzielone na 7 segmentów. Pierwszy był najdłuższy i wyrastał z niego jeden krótki kolec brzuszny w kształcie grzebienia. Kolejnych pięć segmentów miało po jednym kolcu brzusznym. Kolce te były każdy pokryte grubymi szczecinkami, z których wyrastały 2 rzędy drobnych kolców. Ostatni segment odnóża był gruby, ze spiczastą końcówką. 
Aegirocassis odżywiał się, filtrując pokarm unoszący się w wodzie.

## Materiał kopalny
Skamieniałości Aegirocassis zostały znalezione w Maroku, w dolnych warstwach formacji Fezouata, datowanych na wczesny ordowik (późny tremadok). Okazy zachowały się trójwymiarowo.

## Etymologia
Nazwa Aegirocassis została utworzona od słów "Ægir" (Ägir – w mitologii nordyckiej gigant oraz bóg morza) oraz "cassis" (z łac. "hełm" - odniesienie do pancerza głowy). Nazwa gatunkowa – A. benmoulai – honoruje Mohameda Bena Moula, który odkrył skamieniałości tego zwierzęcia. Początkowo gatunek ten został błędnie nazwany A. benmoulae.